# Maurice Chotard
Maurice Chotard, né le 7 février 1864 à Mirambeau (Charente-Maritime) et mort le 7 août 1959 au Cannet (Var), est un haut fonctionnaire français. Ayant effectué son parcours à la Cour des comptes, il en devient Premier président en 1933. Il est également professeur à l'École libre des sciences politiques.

## Biographie

### Jeunesse et études
Maurice Chotard naît en Charente-Maritime. Il est le fils de Pierre Chotard, banquier, et de Marie Déjean. Son grand-père, Jean Chotard, était lui aussi banquier. Son arrière grand-père, du même nom, avait été maire de Saint-Dizant-du-Bois. Il épouse en 1891 Marie Le Vert, fille du maire de Dieppe, Jules Le Vert. Ils habitent au n°10 de la rue du Dragon, puis au n°14 de la rue du Cherche-Midi, et enfin au n°50 de l'avenue Duquesne.
Il suit des études de droit et obtient un doctorat en droit pour une thèse intitulée « De l’action « insistoria » en droit romain. De la nature et des formes de la lettre de change dans le droit français et dans les principales législations étrangères » et défendue à l'université de Paris en décembre 1887.

### Parcours professionnel
Maurice Chotard est reçu au concours d'entrée à la Cour des comptes en 1888, au rang de major. Il gravit tous les échelons de l'institution, devenant auditeur de 2ème classe en 1888, rapporteur en 1892, conseiller référendaire en 1899, puis avocat général en juin 1912. Il est élevé au rang de conseiller maître en janvier 1921. En 1928, Chotard est nommé président de la deuxième chambre de la Cour.
En 1933, Maurice Chotard succède à Maurice Bloch et devient Premier président de la Cour des comptes. Il marque l'histoire de l'institution en en étant le premier à être issu de l'auditorat. La quatrième chambre de la Cour des comptes est créée à son instigation. Pierre Guinand lui succède.
Maurice Chotard est membre de plusieurs commissions. Il est en 1914 secrétaire de la commission exécutive des achats et transports par mer. En 1927, il est membre de la commission de vérification des frais de service et de négociation du Trésor.
Il enseigne parallèlement à l'École libre des sciences politiques. Il y donne notamment cours dans les années 1930 en tant que Premier président de la Cour. Il a été rapporteur d'un rapport pour l'Institut colonial international,. Il devient Grand-officier de la Légion d'honneur le 24 juillet 1934.

## Distinctions
- Grand officier de la Légion d'honneur (24 juillet 1934)